# 명덕 (십국)
명덕(明德, 934년 4월 ~ 937년)은 후촉(後蜀) 고조(高祖) 맹지상(孟知祥)의 연호이다. 3년 8개월 가량 사용하였다. 고조(高祖)가 죽고 난 후에 후주(後主)가 광정으로 개원할 때까지 사용하였다.

## 개원
- 후당(後唐) 장흥(長興) 5년 4월 12일[1](934년 5월 27일)에 연호를 명덕(明德)으로 건원함.[2][3][4]

- 명덕(明德) 5년 1월 1일[5](938년 2월 2일)에 연호를 광정(廣政)으로 개원함.[6][7][4]

## 연대 대조표
| 명덕       | 원년                                           | 2년                 | 3년                 | 4년             |
| 서기(西紀) | 934년                                          | 935년               | 936년               | 937년           |
| 간지(干支) | 갑오(甲午)                                     | 을미(乙未)          | 병신(丙申)          | 정유(丁酉)      |
| 후당(後唐) | 장흥(長興) 5년 응순(應順) 원년 청태(淸泰) 원년 | 2년                 | 3년                 | -               |
| 후진(後晉) | -                                              | -                   | 천복(天福) 원년     | 2년             |
| 남한(南漢) | 대유(大有) 7년                                 | 8년                 | 9년                 | 10년            |
| 양오(楊吳) | 대화(大和) 6년                                 | 7년 천조(天祚) 원년 | 2년                 | 3년             |
| 민(閩)     | 용계(龍啓) 2년                                 | 영화(永和) 원년     | 2년 통문(通文) 원년 | 2년             |
| 남당(南唐) | -                                              | -                   | -                   | 승원(昇元) 원년 |

## 참고 자료
- 다른 왕조의 같은 연호
  - 대리국(大理國) 명덕(明德, 952년)
  - 일본(日本) 메이토쿠(明德, 1390년 ~ 1394년)
  - 막 왕조(莫朝) 민득(明德, 1527년 ~ 1529년)

- 중국의 연호 목록